# Phytomyza saniculae
Phytomyza saniculae är en tvåvingeart som beskrevs av Spencer 1981. Phytomyza saniculae ingår i släktet Phytomyza och familjen minerarflugor. Inga underarter finns listade i Catalogue of Life.